# 291e brigade d'artillerie de la Garde
La 291e brigade d'artillerie de la Garde (en russe : 291-я гвардейская артиллерийская бригада, abrégé en russe : 291 гв. абр) est une brigade d'artillerie des troupes de missiles et d'artillerie des forces terrestres russes (n° d'unité 64670).
La brigade fait partie de la 58e armée du district militaire sud, basée dans le village de Troitskaïa en Ingouchie, depuis 2011 (auparavant celle-ci était située dans la ville de Maïkop).

## Historique
Le prédécesseur de la 291e brigade est la 103e brigade d'artillerie d'obusiers à grande puissance (ru) formée pendant la Seconde Guerre mondiale. La 291e brigade hérite de la bannière de bataille, des archives historiques, des récompenses et de la gloire militaire de cette formation de l'armée rouge.
En 1975, la 103e brigade est réorganisée en 291e brigade d'artillerie du district militaire du Caucase du Nord,.
En 2011, elle est redéployée de Maïkop vers le village de Troitskaïa en république d'Ingouchie.
En 2022, l'unité est engagée dans l'invasion de l'Ukraine par la Russie, entrant sur le territoire ukrainien depuis la Crimée, et participe aux batailles dans la région de Kherson. Selon des sources ukrainiennes, des unités de cette brigade ont bombardé la ville de Mykolaïv.
Le 9 mai 2023, la brigade reçoit le titre honorifique « de la Garde » par décret du Président de la fédération de Russie.

## Composition
En 2022, la brigade est composée des unités suivantes:
- QG de la brigade
- 1er bataillon d'artillerie d'obusiers automoteurs
- 2e bataillon d'artillerie d'obusiers automoteurs
- Bataillon d'artillerie de canons automoteurs
- Bataillon d'artillerie de missiles
- Bataillon de mortiers automoteurs
- Divizion antichar
- Bataillon d'artillerie de reconnaissance
- Batterie de contrôle
- Peloton de reconnaissance radiologique, chimique et biologique
- Peloton d'entretien et de réparation
- Compagnie de support matériel
- Compagnie médicale
- Orchestre militaire